# مسجد أويس القرني
مسجد أُويس القَرني أو مقام الصّحابي عمّار بن ياسر، أحد أبرز المساجد في محافظة الرَّقَّة السوريَّة، والذي يضمّ قبر الصحابي عمار بن ياسر وأبي بن قيس النخعي والتابعي أويس القرني، ويُعتبر المسجد مقصدًا للزوّار الشيعة من إيران ولبنان والعراق، تمّ تدمير المسجد في عام 2014 من قِبل تنظيم داعش.

## وصف المسجد
كان المسجد، قبل تدميره، يضمُ ثلاثة أبنية منفصلة، واحد لعمار بن ياسر، والآخران لأويس القرني وأبي بن قيس النخعي، كما يحوي الطابق العلوي للمسجد غرفًا وصالات ومطابخ لاستقبال الزوار واستضافتهم طول فترة الزيارة. تبلغ مساحة أرض المسجد 50000 مترًا مربعًا، ومساحة البناء 17000 مترًا مربعًا. منها 730 مترًا مربعًا لمقام عمار بن ياسر والذي يبلغ ارتفاع القبة فيه 12 مترًا، وكذلك هي مساحة مقام أويس القرني، أما مقام أبي بن قيس النخعي فتبلغ مساحته 325 مترًا مربعًا وارتفاع القبّة 9 أمتار.

## تاريخ بنائه
أقيم المسجد في أصله على المقبرة الرئيسية في مدينة الرقة، وفيها مجموعة من القبور التي يُعتقد أنها لقتلى حرب صفين بين معاوية وعلي بن أبي طالب، من هذه القبور الصحابي عمار بن ياسر والصحابي أبيّ بن قيس النَّخعي والتابعي أويس القرني. وقد اختفت أغلب هذه القبور باستثناء قبر يحمل شاهدة تفيد بأنه قبر الصحابي عمار بن ياسر، وأمّا قبر أويس القرني، فقد بُنيت عليه غرفة صغيرة وقبّة يزورها الناس، وعليها كتابة بالعربية تفيد أنه قام بتجديد هذا المقام «مسلم الرقي بن علي آغا بن المرحوم إسماعيل آغا» سنة 1152 هـ الموافق 1737، جرى ذلك في زمن «رضوان باشا» والي «الرَّقة» و«الرَّها» المقيم في «أورفا». ثم جرى تجديد آخر للقبة في زمن السلطان العثماني عبد المجيد الأول، كما أشار الرحالة الألماني «أرنست هرتزفيلد» أثناء زيارته للرقة عام 1907، أما بقية القبور فلم يُعتن بها وتركت كما هي، والبعض يشك في صحة الرواية.
في عام 1983 بدأت محافظة الرقة بإزالة القبور القديمة والحديثة لتشيّد على أنقاضها حديقة ومنتزهًا عامًا. وفي عام 1988 وافق حافظ الأسد على طلب إيران بالاعتناء بضريح كل من عمار بن ياسر وأبي بن قيس النخعي وأويس القرني، والإشراف على ترميمه وتوسعته وبناء جامع كبير عليه كأحد المقامات المقدسة الشيعية، وذلك بالتعاون مع الجانب السوري. وقد كانت تلك الأضرحة موجودة في مقبرة عامّة لأهل مدينة الرقة، فألزمت الحكومة السورية آنذاك أهالي الموتى بنقل جثث موتاهم وإخلاء المقبرة، ليُبنى على أثرها مركزًا شيعيًّا وجامعًا كبيرًا. وبدأ العمل بالمقام بشكل بطيء بدأ في عام 1988 وإلى أن تم تدشينه في عام 2004.

## تدميره
تمّ تدمير المسجد من قِبل تنظيم داعش بعد سيطرته على محافظة الرَّقَّة، وذلك يوم 26 مارس من العام 2014، باستخدام المتفجرات، انهارت على أثره مآذن المسجد. ثمّ أعاد التنظيم تفجير ما تبقى من المسجد يوم 15 مايو من نفس العام 2014. ويعتبر التنظيم بناء القبور والأضرحة أعمالاً شركيّة تؤدي إلى الحكم بالتكفير.